# 五海庙
五海庙，位于中国广东省湛江市雷州市白沙镇白沙村，为湛江市雷州市的一个市级文物保护单位，类型为古建筑，公布时间为2002年10月10日。
五海庙的历史年代为明代。